# Radelandsiedlung
Die Radelandsiedlung ist ein Wohnplatz im Ortsteil Radeland der Stadt Baruth/Mark im Landkreis Teltow-Fläming im Land Brandenburg.
Die Siedlung liegt nördlich des Dorfzentrums Radeland und dort nördlich der Kreisstraße 7225, die in West-Ost-Richtung verläuft. Nördlich grenzt der Ortsteil Neuendorf der Stadt Teupitz an, nordöstlich der Teupitzer Ortsteil Tornow. Östlich liegt der Ortsteil Dornswalde der Stadt Baruth/Mark, südlich der weitere Ortsteil Klasdorf, im Westen das Stadtzentrum sowie im Nordwesten der weitere Ortsteil Mückendorf.
Die Siedlung besteht aus vier Straßen (Akazienallee, Birkenallee, Ebereschenallee, Neuendorfer Weg), die von der Kreisstraße aus ca. 5 km in den hauptsächlich mit Kiefern bewachsenen Wald führen. Im März 2022 waren hier 44 Personen mit Hauptwohnsitz und weitere 50 Personen mit Nebenwohnsitz gemeldet.
Die Radeland Siedlung wurde 1928 gegründet und entstand im Wesentlichen durch den Zuzug von Berlinern, die nördlich der Kreisstraße zahlreiche Wochenendhäuser errichten ließen. Im Jahr 1950 erschien der Wohnplatz als Siedlung, sieben Jahre später als Radeland-Siedlung und im Jahr 1980 in der Schreibweise Radeland Siedlung.